# 天明の大飢饉

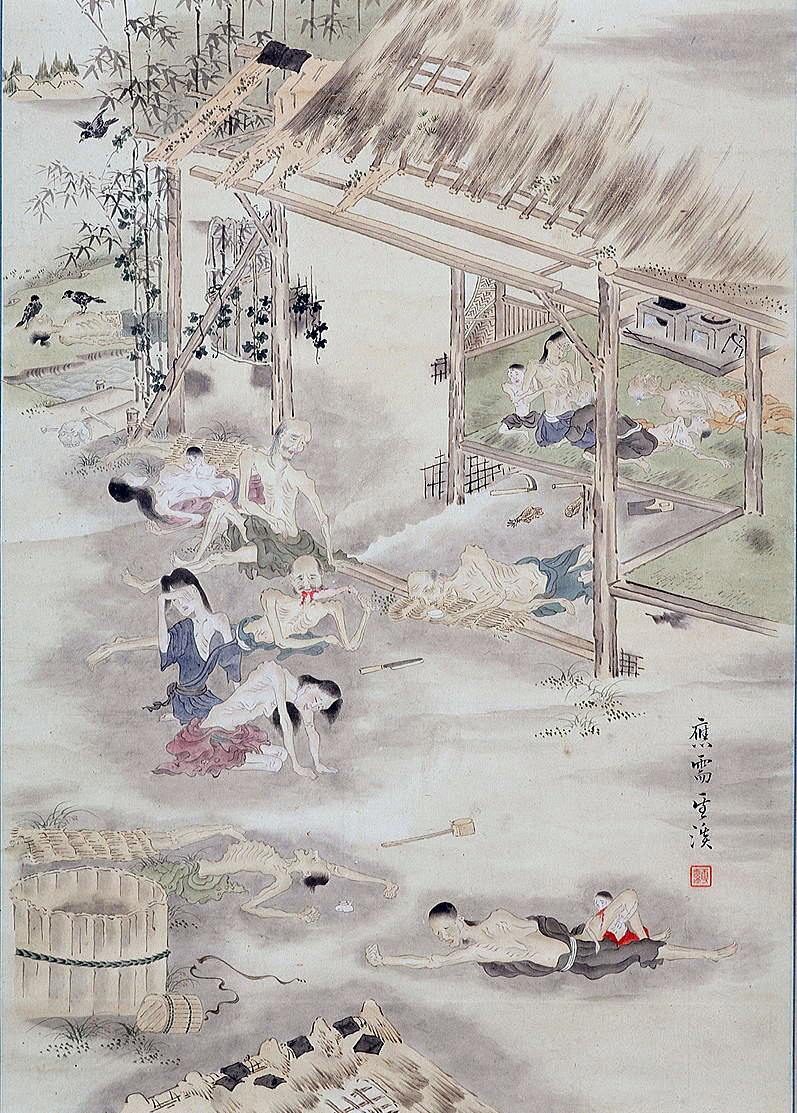
天明飢饉之図

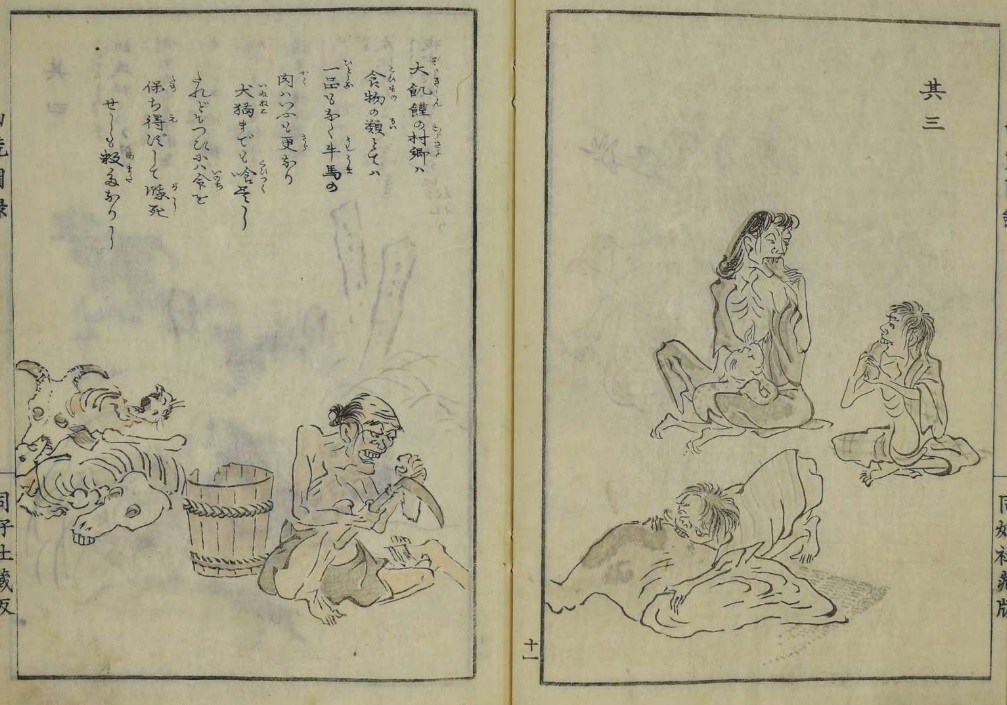
飢饉で牛馬や猫、人の肉を食べる人々

天明の大飢饉（てんめいのだいききん）は、江戸時代中期の1782年（天明2年）から1788年（天明8年）にかけて発生した飢饉である。江戸四大飢饉の1つで、日本の近世では最大の飢饉とされる。

## 経緯
東北地方は1770年代から悪天候や冷害により農作物の収穫が激減しており、すでに農村部を中心に疲弊していた状況にあった。天明2年（1782年）から3年にかけての冬には異様に暖かい日が続いた。道も田畑も乾き、時折強く吹く南風により地面はほこりが立つ有様だった。空は隅々まで青く晴れて、冬とは思えない暖気が続き、人々は不安げに空を見上げることが多くなった。約30年前の宝暦年間（1751年 - 1763年）の4年、5年、13年の凶作があったときの天気と酷似していた。こうした中、天明3年3月12日（1783年4月13日）には岩木山が、7月6日（8月3日）には浅間山が噴火し、各地に火山灰を降らせた。火山の噴火は、それによる直接的な被害にとどまらず、成層圏に達した火山噴出物が陽光を遮ったことによる日射量低下で冷害をさらに悪化させることになり、農作物には壊滅的な被害が生じた。このため、翌年から深刻な飢饉状態となった。
被害は東北地方の農村を中心に、全国で数万人（推定約2万人）が餓死したと杉田玄白は『後見草』で伝えているが、死んだ人間の肉を食い、人肉に草木の葉を混ぜ犬肉と騙して売るほどの惨状で、ある藩の記録には「在町浦々、道路死人山のごとく、目も当てられない風情にて」と記されている。しかし、諸藩は失政の咎（改易など）を恐れ、被害の深刻さを表沙汰にさせないようにしたため、実数はそれ以上とみられる。被害は特に陸奥でひどく、弘前藩の例を取れば死者が10数万人に達したとも伝えられており、逃散した者も含めると藩の人口の半数近くを失う状況になった。飢餓とともに疫病も流行し、全国的には1780年から1786年の間に92万人余りの人口減を招いたとされる。
農村部から逃げ出した農民は各都市部へ流入し治安が悪化した。それ以前の1786年には異常乾燥と洪水が起こっていたことも重なり、1787年（天明7年）5月には、江戸や大坂で米屋への打ちこわしが起こり、江戸では千軒の米屋と8千軒以上の商家が襲われ、無法状態が3日間続いたという。その後全国各地へ打ちこわしが波及した。これを受け、7月に幕府は寛政の改革を始めた。また同年6月御所千度参りが行われると、光格天皇は事態を憂慮し、幕府に賑給（民衆救済のための食糧放出）を申し入れた。これに対して、幕府は米1,500俵を京都市民へ放出する施策を決定した。

### 逸話・不祥事
曲淵景漸
1787年（天明7年）、天明の大飢饉により米価が高騰し深刻な米不足が起こった際、北町奉行曲淵景漸は町民からのお救い米の要求に応じず、「以前の飢饉では猫1匹が3匁した、今回はそれほどでもない」や、「犬を食え」、「猫を食え」と放言したとか、「町人は米を食うものではない、米が無ければ何でも食うが良い」と叱りつけたとされた。ただし、お救い願いに対して実際に曲淵がどのような発言をしたのかについては伝わっておらず、困窮した江戸町民の訴えに耳を貸そうとしない町奉行に対して広まった風説とされている。5月頃から江戸では天明の打ちこわしが発生し、曲淵は6月1日に西丸留守居に左遷されたが、その後松平定信の時代に復権し、勘定奉行を務めている。

## 背景
幕藩体制の確立とともに各地で新田開発、耕地灌漑を目指した事業が行われた。しかし行きすぎた開発は労働力不足を招き、強引に治水した河川が耕作地に近接しすぎることで、洪水を頻発させ生産量低下の原因にもなった。
さらに当時は、田沼意次時代で重商主義政策が打ち出され「商業的農業の公認による年貢増徴策」へと転換され、地方の諸藩は藩財政逼迫の折に、稲作の行きすぎた奨励（結果的に冷害に脆弱であった）や、備蓄米を払底し江戸への廻米に向けるなどの失政が重なった。大凶作の一方で米価の上昇に歯止めがかからず、結果的に飢饉が全国規模に拡大することとなった。これは、国内における飢餓輸出と同様の構造である。
またコメを作物として見た場合、当時は耐寒性イネ品種が普及する以前であり、本来温暖な地域で生育する作物を寒冷な地域で作付けしたため、気温低下の影響を受けやすく、減作や皆無作などの危機的状況を招きやすかった。現在でこそ（コシヒカリなどの）冷涼地向き品種の作付けが主流となり、かつ冷害への対処技術も確立している日本の稲作であるが、当時は栽培技術や品種改良技術も未熟であったため、寒冷地での安定した収穫は困難であった。

### 弘前藩
杜撰な計画が原因で天明初年の新産業政策が失敗し藩財政は困窮していた。この失敗の穴埋めのために天明2年（1782年）から年貢増徴、備荒蓄米と称する米の供出、農民が万一のために貯蔵していた米すらも強制買上などが行われ江戸への廻米をし、京阪の商人への借財の返済、藩財政の穴埋めに回したが、藩内の米は領民の一冬の必要量には足りず餓死者が続出した。藩からは秋田藩領へ逃散する者が続出した。
天明3年（1783年）10月から翌年8月までの餓死者は10万2000余人。死に絶えて空き家になった家が3万5000戸、疫死3万余人、他国行2万余人とする推計がある。

### 盛岡藩
南部藩はそもそも生産性が低く気候条件も悪く、藩の治政も歴代目立ったものはないため、江戸時代230年間を通して約50回の凶作・飢饉があったと記録されている。これほどの飢饉を経験しながらなお、盛岡藩の飢饉対策はお粗末なままであった。天明3年、土用になっても「やませ」によって夏でも気温が上がらず、稲の成長が止まり、加えて、大風、霜害によって収穫ゼロという未曾有の大凶作となり、その年の秋から翌年にかけて大飢饉となり、多くの餓死者を生じた。また、気象不順という自然災害だけに原因があるわけでなく、農村に対する年貢収取が苛烈であり、それが限度を超え、農業における再生産が不可能な状態に陥っていた。結果、7万5千人を超える死者を出した。これは盛岡藩総人口30万人の4分の1に相当する。飢えた領民は野山の草木や獣畜を食べ尽し、領内各所で人肉食の記録が残されている。

### 八戸藩
南部藩の支藩であり、南部藩領よりも北方に位置し、小藩である八戸藩は本藩よりも深刻で、天明3年の収穫は実高から9割5分以上の減、翌4年も8割を超える減となった。南部本藩も困窮しており援助は期待できず、天明5年の調査で藩人口6万5千あまりのうち、3万人が餓死していることが判明。その直後に伝染病が蔓延し、さらに数千人が死亡した。

### 仙台藩
宝暦の飢饉の影響が回復する前に国役普請の莫大な負担が加わり、極度の財政窮乏状態を生じていた。そのため天明元年に「買米仕法」を復活し、年貢米だけでなく上層農民の余剰米をも低価格で買い集めて江戸への廻米をし藩財政の穴埋めに回した。買米仕法に伴い「郡留」が施行されたが、役人の汚職と密移出が横行し、藩内の米流通が混乱し米価格の高騰を発生させていた。天明4年には藩札（銀札）を発行し強制的に幕府正金との引き換えを計ったが藩札は暴落し、領民の困窮が進んだ。応急措置として他藩（尾張や最上など）からの米買入を行おうとしたが実現できず飢饉を拡大させた。

### 米沢藩
1767年（明和4年）より上杉鷹山による改革が開始され、宝暦の飢饉などの経験から1774年に備荒貯蓄制度を進め、飢饉時の事前・当事・事後の対応策が執られた。中でも天明3年8月には救荒令により麦作を奨励した。同時期の近隣他藩は江戸への廻米を強行していたが、越後と酒田から11605俵（領内人口約10万人が1日2合として約90日分に相当する量）の米を買入れ領民に供出した。

### 白河藩
当時の藩主松平定信は江戸幕府8代将軍徳川吉宗の孫であり、凶作が明らかになり打ち壊しなどの事態が起き始めると、余裕のあった分領の越後から米を取り寄せ、また会津藩や江戸、大坂から米、雑穀などを買い集めた。藩内の庄屋や豪農などからも寄付を募り、領民に配給した。定信は農民に開墾を奨励するなど重農主義を取り、町民に対しては自らも質素倹約を説いた。藩を挙げての対策が功を奏し、領民から餓死者は一人とも出さなかったとの言い伝えが残っている｡
なお定信はその手腕が買われ、後に幕府の老中に任ぜられることとなる。

## 異常気象の原因
異常気象の原因は諸説あり、完全に解明されていない。有力な説は火山噴出物による日傘効果である。1783年6月3日 アイスランドのラキ火山 (Lakagígar) の巨大噴火（ラカギガル割れ目噴火）と同じくアイスランドの1783年から1785年にかけてのグリムスヴォトン火山 (Grímsvötn) の噴火である。これらの噴火は1回の噴出量が桁違いに大きく、膨大な量の火山ガスが放出された。成層圏まで上昇した塵は地球の北半分を覆い、地上に達する日射量を減少させ、北半球に低温化・冷害を招いた。天明の飢饉のほかフランス革命の遠因となったという。また、天明3年3月12日（1783年4月13日）には岩木山が噴火、8月5日には浅間山の天明の噴火が始まった。降灰は関東平野や東北地方で始まっていた飢饉を悪化させた。なお、ピナツボ火山噴火の経験から、巨大火山噴火の影響は10年程度続いたと考えられる。しかし異常気象による不作は1782年から続いており、1783年6月の浅間山とラキの噴火だけでは1783年の飢饉の原因を説明できない。
大型のエルニーニョ現象が1789年から1793年に発生して世界中の気象に影響を与え、天明の飢饉からの回復を妨げたとの説もある。

## 史跡

### 餓死萬霊等供養塔と戒壇石
当時の詳細を後世に伝えるために記した石碑、餓死萬霊等供養塔（がしばんれいとうくようとう）および戒壇石（かいだんせき）が、西暦1785年（天明5年）青森県八戸市内の対泉院に建立された。両碑の裏面には、天明の大飢饉に於ける当時の八戸領内の天候や作物の状況、食生活、餓死者や病死者の数、放火や強盗といった治安悪化の様子、飢饉で得た教訓を後世に伝える内容が記されている。かつて人肉を食す様子を記した部分が存在したが、意図的に削られている。削られた時期は「当時の八戸領領主に対して配慮し、建立後間もなく」とも「明治時代」とも言われているが、正確な時期は不明である。昭和63年（1988年）1月16日、青森県史跡に指定された。

### 放生池

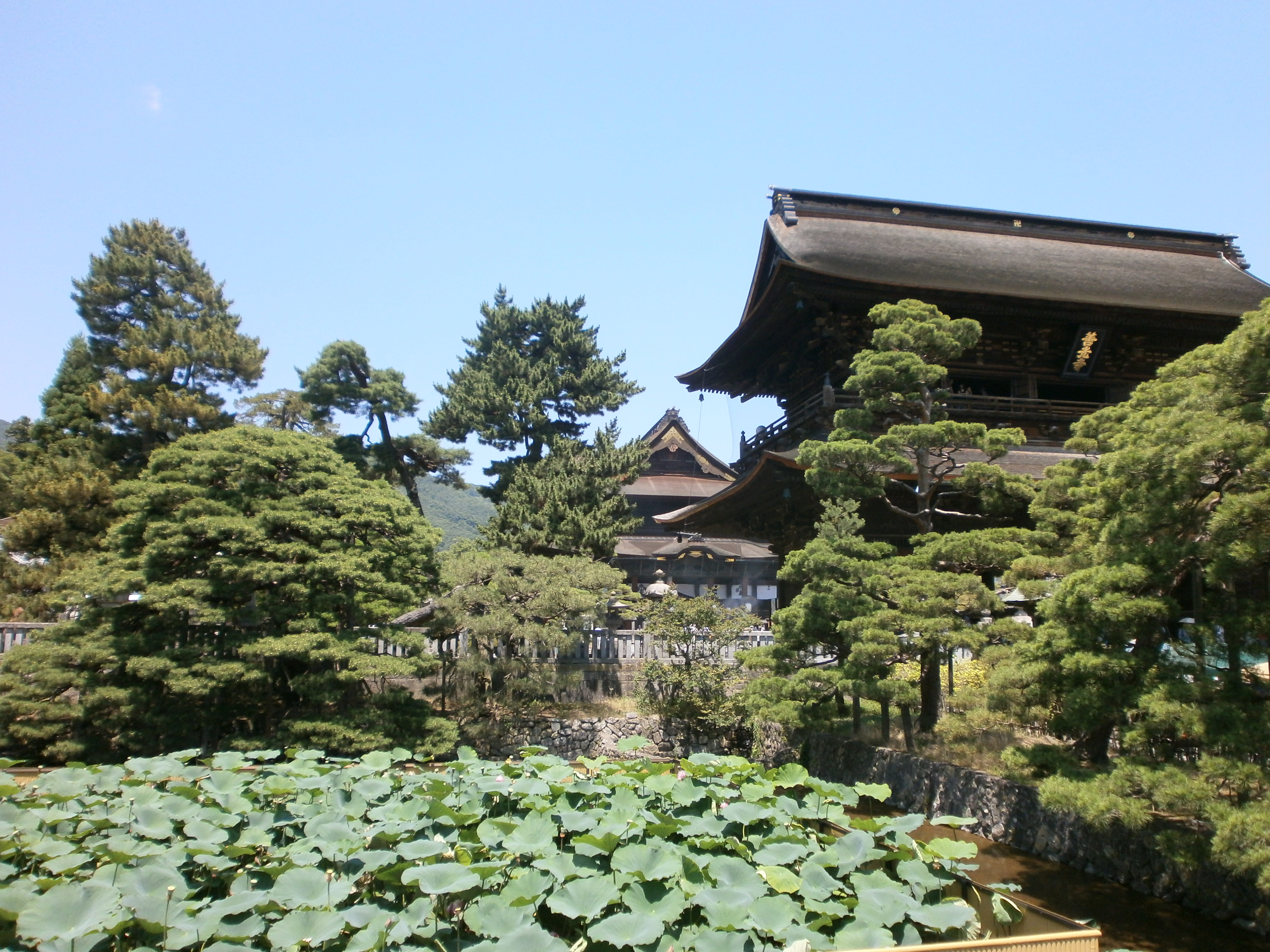
天明大飢饉における等順大僧正の民衆救済を伝える放生池

信州善光寺（長野市）大勧進表大門の手前にある放生池は、時の第79世貫主・等順大僧正が天明の大飢饉において、善光寺貯蔵の米麦を放出して民衆を飢餓から救済したことから、等順の恩に感謝した人々が集まり、極楽への道筋を可視化するために掘った池と伝えられてる。

## 御所千度参りと尊王意識
このときに幕府への不満から天皇陛下に願うという形でたくさんの人が訪れた。多い時には一日7万人を超えたといわれる。またこのときに後桜町上皇はリンゴを3万個配り赤飯などを配る宮家や公家もいたという。光格天皇は禁中並公家諸法度を破り幕府に米の開放を申し入れた。これがのちの尊王意識の強いまりの遠因になったといわれる。

## 参考資料

### 江戸時代の日本の人口
（江戸幕府「人別調べ」、関山直太郎による）
- 1774年（安永3） 2,599万
- 1780年（安永9） 2,601万
- 1786年（天明6） 2,509万
- 1792年（寛政4） 2,489万
- 1798年（寛政10）2,547万

### 東北地方の人口
- 1750年（寛延3） 268万
- 1786年（天明6） 237万
- 1804年（文化1） 247万
- 1828年（文政11）263万

### 八戸藩の収穫
- 1782年（天明2）7,243石（表高2万石）
- 1783年（天明3）19,236石
- 1784年（天明4）16,457石（耕作しない）

### 八戸藩の天気 1783年（天明3）8月
- 2日・朝のうち雨
- 3日・夜中まで大雨
- 4日・薄曇り
- 5日・村雨
- 6日・沖雲
- 7日・曇り小雨
- 8-14日・雨
- 15日・曇り、大寒冷
- 16日・雨
- 17-19日・大雨
- 20日・晴れ
- 21-31日・雨

### 1993年（平成5年）作況：平年比
- 東北全体56（収量304kg）：青森28（下北0）、岩手30、宮城34、福島61（浜通り49、中通り南部51、会津82）、山形79、秋田83：北海道40、関東甲信85、栃木81、茨城87、新潟89、福岡・佐賀74、長崎・鹿児島75、島根79、山口80、全国74[注釈 2]

### 1993年（平成5年）八戸の気象
参考までに、冷夏となった1993年と、猛暑に見舞われた1978年、1994年、2010年の気象諸条件を示した。
- 1978年
  - 6月 降水量120.0mm、平均気温17.6℃、最低気温 8.2℃、最高気温31.6℃、平均雲量7.6、日照時間197.4、全天日射量16.7 (MJ/m2)
  - 7月 降水量 55.0mm、平均気温24.3℃、最低気温15.5℃、最高気温34.7℃、平均雲量5.7、日照時間299.5、全天日射量21.0
  - 8月 降水量 67.5mm、平均気温24.3℃、最低気温15.0℃、最高気温37.0℃、平均雲量5.4、日照時間270.9、全天日射量17.9
- 1993年
  - 6月 降水量  20.0mm、平均気温15.0℃、最低気温7.9℃(6/7)、最高気温25.6℃、平均雲量8.2、日照時間135.8、全天日射量16.4 (MJ/m2)
  - 7月 降水量 102.0mm、平均気温16.5℃、最低気温9.0℃(7/1)、最高気温26.0℃、平均雲量8.8、日照時間101.2、全天日射量13.4 (MJ/m2)
  - 8月 降水量  50.5mm、平均気温17.0℃、最低気温9.7℃(8/3)、最高気温32.6℃、平均雲量8.0、日照時間155.9、全天日射量15.2 (MJ/m2)
- 1994年
  - 6月 降水量140.0mm、平均気温15.9℃、最低気温 8.8℃、最高気温27.4℃、平均雲量7.5、日照時間178.2、全天日射量18.3 (MJ/m2)
  - 7月 降水量 49.0mm、平均気温21.6℃、最低気温14.8℃、最高気温35.0℃、平均雲量7.4、日照時間200.4、全天日射量19.3
  - 8月 降水量125.0mm、平均気温25.0℃、最低気温18.0℃、最高気温35.9℃、平均雲量7.2、日照時間190.2、全天日射量16.4
- 2010年
  - 6月 降水量124.0mm、平均気温17.6℃、最低気温 7.4℃、最高気温31.9℃、日照時間181.2（2008年以降の平均雲量・全天日射量のデータはない）
  - 7月 降水量131.0mm、平均気温22.6℃、最低気温16.3℃、最高気温33.7℃、日照時間113.6
  - 8月 降水量 70.0mm、平均気温25.6℃、最低気温17.4℃、最高気温36.7℃、日照時間194.7